# Château Margaux

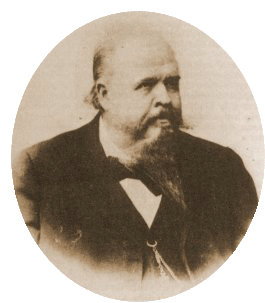
Retrat de Manuel Fernández Caballero, autor de l'obra.

Château Margaux és una sarsuela en un acte, amb llibret de José Jackson Veyán i música de Manuel Fernández Caballero, estrenada al Teatro Variedades de Madrid, el 5 d'octubre de 1887. L'acció passa en una luxosa mansió de Madrid.